# Quincy (Illinois)
Quincy je město ve Spojených státech amerických. Nachází se v okrese Adams County, jehož je hlavním sídlem, ve státě Illinois. Ve městě žije přibližně 39 tisíc obyvatel a jeho rozloha činí 41,3 km².
Město bylo založeno roku 1819. Městem protéká řeka Mississippi. Během 19. století do města imigrovalo mnoho Němců. V centru města se tak nachází South Side German Historic District a Downtown Quincy Historic District. Několik desítek let bylo město Quincy druhým největším městem ve státě Illinois, dnes má však v Illinois větší populaci hned několik desítek měst.

## Rodáci
- John W. Henry (* 1949) – americký podnikatel a obchodník
- Mary Astor (1906–1987) – americká herečka
- Paul Tibbets (1915–2007) – americký brigádní generál letectva
- Tad Hilgenbrink (* 1981) – americký herec